# Atrichum mamillosum
Atrichum mamillosum là một loài rêu trong họ Polytrichaceae. Loài này được J.-P. Frahm mô tả khoa học đầu tiên năm 2004.